# Голуб на черешні
«Голуб на черешні» — українська народна пісня

## Текст
| Голуб на черешні, голубка на вишні, Скажи, мій миленький, що маєш на мислі. "Я маю на мислі тебе покидати: Через воріженьки не можу тя взяти. Через воріженьки, через поговори... Не дають перейти до тебе дороги". А в моїм садочку стежечка вузенька, – Ніхто в нім не ходить, лиш я молоденька. В правій руці ключик від мого серденька, Бо моє серденько треба вже замкнути, Що сказав миленький, треба вже забути: "Через воріженьки не можу тя взяти". |
Кожен рядок у пісні повторюється двічі.
Зустрічається також версія, в якій першій рядок звучить «Голубка на вишні, голуб на черешні».

## Публікації
- Пісні маминого серця / Упорядник Р.П. Радишевський. – Київ: Видавничий центр "Просвіта", 2006. – 351 с.